# Alissonotum nitens
Alissonotum nitens är en skalbaggsart som beskrevs av Renaud Maurice Adrien Paulian 1970. Alissonotum nitens ingår i släktet Alissonotum och familjen Dynastidae. Inga underarter finns listade i Catalogue of Life.